# Maršrutka
Maršrutka (ruski: маршрутка) je oblik javnog prijevoza u obliku minibusa i kombija ponajviše u Istočnoj Europi, baltičkim državama, Centralnoj Aziji, Bugarskoj i Gruziji.
Naziv "maršrutka" dolazi od riječi "ruta", a odnosi se na vozilo koje prometuju na unaprijed određenoj ruti. Radi se o brzoj liniji prijevoza. Vozač stane na unaprijed određenim stanicama i kreće, čim svi putnici uđu. Putnici sami ostavljaju novce za kartu kod vozača ili kartu naplaćuje službena osoba, koja sjedi u sredini maršrutke. Najčešće nema povlaštenih i besplatnih karata za pojedine skupine građana. Također najčešće nema ni kontrolora karti, jer često nema nikakvih papirnatih karti ni potvrda o plaćanju, radi veće brzine i protoka putnika. Putnici koji ne plate, budu zamoljeni, da napuste vozilo.
Veličina maršrutke varira od mikrobuseva, minibuseva do autobusa uobičajene veličine. Budući, da maršrutka može prevoziti manje putnika, nego tramvaj ili trolejbus, prometuje velik broj maršrutki na jednoj liniji. 
U Voronježu u Rusiji, nakon uvođenja maršrutki u relativno kratkom vremenu broj tramvajskih linija je smanjen s 23 na 3, a onda je tramvaj posve i ukinut, a broj linija trolejbusa smanjio se s 18 na 3 linije, koje su zadržane. Uvođenje maršrutki pokazalo se ekonomski isplativo, ali je donijelo veće prometne gužve na cesti, jer broj maršrutki premašuje broj prijašnjih tramvaja i trolejbusa.